# Dreifaltigkeitskapelle (Lublin)

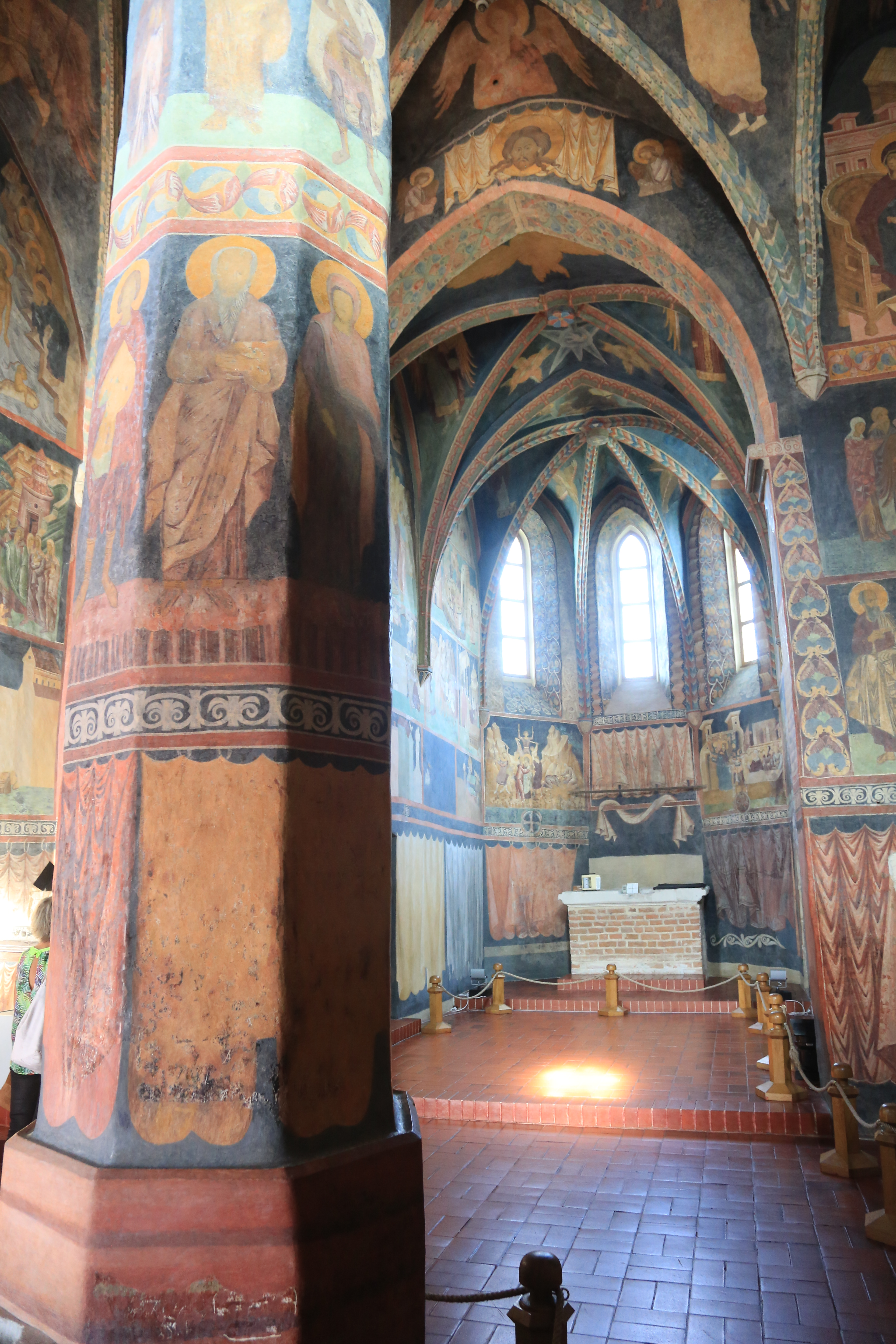
Innenraum der Dreifaltigkeitskapelle

Die Dreifaltigkeitskapelle (polnisch Kaplica Trójcy Świętej) in Lublin ist eine römisch-katholische Kapelle im Innenhof des Schlosses Lublin.

## Geschichte
Die Kapelle wurde unter König Kasimir dem Großen im gotischen Stil errichtet. König Władysław II. Jagiełło ließ die Kirche von 1407 bis 1418 mit östlichen Fresken im byzantinischen Stil unter der Leitung von Meister Andreas bedecken. Im frühen 17. Jahrhundert erhielt die Fassade eine Attika im Stil der Lubliner Renaissance. Als das Schloss im 19. Jahrhundert zu einem Gefängnis umfunktioniert wurde, diente die Kapelle als Gefängniskapelle. Die Fresken wurden übertüncht. Ab 1899 wurden sie von Józef Smoliński freigelegt.